# McConkey (Film)
McConkey (Tagline: You Have One Life. Live It.) ist ein US-amerikanischer Dokumentarfilm aus dem Jahr 2013. Der von Matchstick Productions und Red Bull Media House co-produzierte Film erzählt die Lebensgeschichte des 2009 verunglückten Extremskifahrers und Basejumpers Shane McConkey. Seine Weltpremiere feierte er im Rahmen des Tribeca Film Festival.

## Inhalt
Der Film beginnt mit einer Aufnahme der Westabstürze des Sass Pordoi in den Dolomiten. Shane McConkey und sein Begleiter J. T. Holmes bereiten sich auf einen Ski-Basejump mit anschließendem Wingsuit-Flug vor, nicht ahnend, dass dieser Stunt für McConkey fatal enden sollte. Danach ist McConkeys Leben vom Heranwachsenden in British Columbia und Kalifornien über seine Anfänge als Skirennläufer, Highschool-Schüler und College-Abbrecher bis hin zum gefeierten Star der Freeski-Szene zu sehen.
Neben seiner Rolle als skitechnologischer Revolutionär, seinem vielfach auf Film gebannten Humor und seiner Begeisterung für das Basejumping werden auch die Beziehung zu seinem Vater, seine Hochzeit und die Gründung einer Familie thematisiert. Dazwischen zeigt der Film neu aufgenommene Kommentare von Familienangehörigen, Freunden und anderen Weggefährten. Nach McConkeys Unfalltod in den Dolomiten verstreuen Ehefrau Sherry und J. T. Holmes die Asche des Verstorbenen in seinem Heim-Skigebiet Squaw Valley.
Der Film endet mit einer Anekdote von Holmes: Nachdem er auf dem Flughafen angekommen ist, sucht er nach seiner Geldbörse und findet sie schließlich in McConkeys Gepäck. Es war der letzte von etlichen Streichen des für seine Blödeleien berüchtigten Freundes. Während der Closing-Credits ist eine Nachstellung der spektakulären Eröffnungsszene des James-Bond-Films Der Spion, der mich liebte zu sehen, die McConkey 2007 gedreht hatte.

## Produktion
Die Idee zu einem McConkey-Dokumentarfilm kam Scott Gaffney, einem der engsten Freunde des Verstorbenen und Mitarbeiter von Matchstick Productions, lediglich ein, zwei Tage, nachdem er per Telefon vom tragischen Tod seines Freundes erfahren hatte. Aufgrund einer Knieverletzung hatte er sich selbst nicht an den Dreharbeiten in den Dolomiten beteiligen können.

“(…) I realized we had a job to do. We had to share this treasure of a human with the world outside of our little skiing bubble. No one in action sports redefined possibility more than Shane. No one had more footage. No one made people laugh harder. Not one top tier athlete had singlehandedly revolutionized his sport’s equipment (…) like Shane did. It’s as if Kelly Slater was not only the clown prince of surfing but also invented the shortboard. And no one in action sports was as universally beloved. It was a no-brainer that the “McConkey” documentary simply had to be made.”

„(…) Ich realisierte, dass wir einen Job zu machen hatten. Wir mussten diesen Schatz eines Menschen mit der Welt außerhalb unserer kleinen Ski-Blase teilen. Niemand im Actionsport hat das Mögliche mehr neudefiniert als Shane. Niemand hatte mehr Footage. Niemand brachte die Leute mehr zum Lachen. Kein anderer Spitzensportler hat im Alleingang die Ausrüstung seines Sports revolutioniert (…), wie Shane es tat. Es ist, als wäre Kelly Slater nicht nur der Clownprinz des Surfens, sondern hätte auch noch das Shortboard erfunden. Und niemand im Actionsport war so beliebt. Es lag auf der Hand, dass die „McConkey“-Dokumentation einfach gemacht werden musste.“

Laut Gaffney standen für das von Red Bull finanzierte Projekt 1000 Stunden an bislang nicht verwertetem Filmmaterial zur Verfügung. Das Footage umfasste 17 Jahre McConkeys als professioneller Skifahrer und neun Jahre als Basejumper. Neben Scott Gaffney, der nicht nur als Regisseur, sondern auch als Drehbuchautor, Kameramann und Editor an McConkey mitwirkte, teilten sich die ebenfalls am Drehbuch beteiligten Rob Bruce, Murray Wais, Steve Winter und David Zieff die Regiearbeit.

## Besetzung
Folgende Weggefährten McConkeys kommen zu Wort:
- Jim McConkey (Vater)
- Glenn McConkey (Mutter)
- Paul Arthur (Trainer, Squaw Valley Ski Team)
- Wendy Fisher (Burke-Mitschülerin)
- Rob Wuerfel (Burke-Mitschüler)
- Finn Gundersen (ehemaliger Burke-Schuldirektor)
- Mike Jacquet (College-Mitbewohner)
- Kent Kreitler (College-Mitbewohner)
- Jasper Grey (College-Mitbewohner)
- Scot Schmidt (Skifahrer)
- Nick Nixon (Skifilmemacher)
- Mike Douglas (Skifahrer)
- Jonny Moseley (Olympiasieger Buckelpiste)
- Scott Gaffney (Squaw-Mitbewohner, MSP Films)
- Rob McCormick (Squaw-Mitbewohner)
- Rob Bruce (Skifilmemacher)
- Steve Winter (Skifilmemacher, MSP Films)
- Murray Wais (Skifilmemacher, MSP Films)
- Lhotse Hawk (Freundin)
- Tal Fletcher (Freund, Squaw Valley)
- Miles Daisher (professioneller Basejumper)
- Sherry McConkey (Ehefrau)
- Mark Broderick (Freund, Squaw Valley)
- Bob Burnquist (professioneller Skateboarder und Basejumper)
- Travis Pastrana (Actionsport-Ikone)
- J. T. Holmes (Skifahrer)
- Rick Sylvester (Stuntman, Der Spion, der mich liebte)
- Ingrid Backstrom (Skifahrerin)
- Jeremy Jones (Snowboarder)
- Nate Nash (MSP Films)

DVD-Bonusmaterial
- Joel Gomez (Gründer, Sessions Consulting)
- Brant Moles (1997 World Extremes Champion)
- Travis Rice (Pro-Snowboarder)
- Eric Hjorleifson (Freeskier)

Auf privaten Aufnahmen bzw. Archivmaterial sind außerdem Shane und Sherry McConkeys Tochter Ayla und der Basejumper Frank Gambalie (in der Bildunterschrift fälschlicherweise Gambali) zu sehen. Glen Plake ist als Darsteller in Ausschnitten aus dem Skifilm The Blizzard of Aahhh’s (1988) zu sehen.

## Musik
Im Verlauf des Filmes sind der Reihe nach folgende Bands und Musikstücke zu hören: Timbuk3 mit Future’s So Bright I Gotta Wear Shades, Frankie Goes to Hollywood mit Warriors of the Wasteland (in einem Ausschnitt aus The Blizzard of Aahhh’s), Smashing Pumpkins mit I Am One, Muse mit Knights of Cydonia, III Repute mit Dat Marley Song, Lenny Kravitz mit Fly Away, Drowning Pool mit Bodies, Massive Attack mit Angel, Journey mit Open Arms und Metallica mit All Nightmare Long. Im DVD-Bonusmaterial kommen außerdem Leechmaster mit Criaturas und Return to Earth mit I’m Alive and Well vor.

## Rezeption
McConkey wurde im April 2013 im Rahmen des Tribeca Film Festival uraufgeführt. Im folgenden Oktober lief der Film in ausgewählten Programmkinos in Los Angeles und New York City und war unter anderem auf dem Festival Internacional de Cine de San Sebastián vertreten.
Von der Kritik wurde der Film äußerst positiv aufgenommen. Nicole Herrington von der New York Times bezeichnete die mit eigenen Videos vermischten Bilder von Bergspitzen, Klippen und verlassenen Orten als „atemberaubend“, der Film entfalte sich trotz der Mitarbeit von fünf Regisseuren zusammenhängend. McConkeys „Wandlung von der verlorenen Seele (…) zu einem wegweisenden Athleten, Ski-Design-Innovator und abgöttischem Vater“ mache ihn „inspirierend und herzzerreißend“. Martin Tsai schrieb für die Los Angeles Times, McConkey dabei zuzusehen, wie er „allen Widrigkeiten, der Schwerkraft und dem Tod trotze“, sei „ein Nervenkitzel“. Zudem biete sein „ungelöster Vaterkomplex“ Interessantes für Szenefremde. Sherrie Li von The Village Voice meinte, der Moment von McConkeys Todessturz sei „schmerzlich und schwer zu ertragen, wenn er letztlich komme“, auch wenn die Dokumentation nur einen „flüchtigen Eindruck“ davon vermittle. Sie lobte das emotional erbauliche Ende des Films, mit dem der Verstorbene selbst im Tod das „letzte Lachen“ hätte. Die Redaktion des Lexikons des Internationalen Films sah eine „betont ‚sensationelle‘ Aneinanderreihung atemraubender, dabei mitunter grenzwertiger Stunts, die Leben und Sterben eines Grenzgängers als kokette Darstellung eines Lebens am permanenten Rand des Abgrunds feiern.“
McConkey hält auf Rotten Tomatoes eine Bewertung von 100 Prozent, basierend auf fünf Kritikermeinungen. In der IMDb vergeben Nutzer durchschnittlich 8,3 von 10 Punkten.